# Municipio de Superior (condado de Chippewa)
El municipio de Superior (en inglés: Superior Township) es un municipio ubicado en el condado de Chippewa en el estado estadounidense de Míchigan. En el año 2010 tenía una población de 1337 habitantes y una densidad poblacional de 4,93 personas por km².

## Geografía
El municipio de Superior se encuentra ubicado en las coordenadas 46°22′36″N 84°41′4″O / 46.37667, -84.68444. Según la Oficina del Censo de los Estados Unidos, el municipio tiene una superficie total de 271.1 km², de la cual 266,71 km² corresponden a tierra firme y (1,62 %) 4,4 km² es agua.

## Demografía
Según el censo de 2010, había 1337 personas residiendo en el municipio de Superior. La densidad de población era de 4,93 hab./km². De los 1337 habitantes, el municipio de Superior estaba compuesto por el 71,28 % blancos, el 0,45 % eran afroamericanos, el 22,66 % eran amerindios, el 0,3 % eran asiáticos, el 0,15 % eran de otras razas y el 5,16 % eran de una mezcla de razas. Del total de la población el 0,82 % eran hispanos o latinos de cualquier raza.